# Josep de Gaiolà
Josep de Gaiolà (?-1739) fou un monjo benedictí i abat de Sant Pere de Rodes. Era originari d'una família adinerada de Figueres. Es va encarregar de redreçar la vida monàstica, alterada per les continues invasions i saquejos francesos de finals del segle xvii i inicis del segle XVIII. A la seva mort, va llegar al monestir dos olivars propers al que temps després seria la plaça del Gra. Aquests terrenys van ser el lloc triat pels monjos per construir el nou monestir un cop van deixar Vila-sacra i establiren a la capital altempordanesa.